# Жуковское сельское поселение (Песчанокопский район)
Жуковское сельское поселение — муниципальное образование в Песчанокопском районе Ростовской области.
Административный центр поселения — село Жуковское.

## География
Географические координаты:
- Северная широта: 46° 50'
- Восточная долгота: 41° 21'

Высота над уровнем моря: 49 метров.

## История
Село Жуковское было основано в 1846 году группой жителей села Летницкого во главе с неким Жуковым.
Согласно архивным документам, село Жуковское было основано в 1846 году, после строительства церкви. Однако поисковые исследования историков и краеведов утверждают, что заселение данной территории происходило намного раньше.
По данным Войска Донского, первые поселенцы в Жуковском - казаки Черновы. В начале освоения тракта и обеспечения начальной безопасности были размещены казачьи пикеты. Приказом на это место и были заселены посаженные казаки ВВД с фамилией Черновы и хутор звали Черновкин. К 1840 г. хутор наравне с другими, входил в с. Летницкое и все они имели 261 двор с 2777 душой обоего пола.
В 1846 году группа жителей во главе с Николаем Жуковым выделилась из села Летницкое и поселилась возле реки Рассыпной и реки Большой Егорлык. Богатый и предприимчивый Жуков построил на реке Егорлык плотину и водяную мельницу с турбиной. На поселение стали приезжать крестьяне из центральной России и Украины, но церкви в селе не было, а она должна была быть обязательно. Ставропольский архиепископ направил в село своего представителя для решения этого вопроса. Собрали сход, а когда речь зашла о том, что каждый двор должен внести по 3 рубля на строительство церкви, мужики зашумели, заволновались, заговорили недовольно: «3 рубля – это очень много и не всем по силам, а нам надо подумать, посоветоваться». Представитель архиепископа понял, что если мужики разойдутся, то церковь построена не будет, понял эту ситуацию и настроение мужиков и Жуков. Он предложил: «Если мужики согласны назвать село его именем, то он сам внесёт вместо них деньги на строительство церкви. Такого поворота событий участники схода и не ожидали, все обрадовались такой возможности избавиться от очередного побора церковников и тут же заявили, что они согласны. Село получило своё новое название, как до этого оно называлось точно уже никто не скажет, со слов старожилов села- Петропавловским, но было ещё одно Жуковское , и оно было помещичьим, а наше было заселено государственными крестьянами, наверное именно поэтому и возникло много путаницы, ведь ни по каким  архивным документам  названия Петропавловское мы не находим. 
Все сёла Песчанокопского района Ростовской области были изначально заселены государственными крестьянами. Крепостные бежали на Дон с мечтой получить свободу. Но после Указа Павла I от 12 декабря 1796 года крепостное право было "узаконено" и на Дону. Поэтому, крестьяне, бежавшие на Дон, долго там не задерживались, а уходили в южные степи, на Северный Кавказ. Они также являлись частью первых поселенцев наших сёл. Более бурное заселение территории нынешнего Песчанокопского района началось после присоединения в 1783 году к России правобережья Кубани и создания Кубанского кордона под руководством А.В. Суворова. Строительство всех этих военных сооружений позволило ликвидировать набеги кочевников.
Первые поселения были малочисленны, не имели названий и о существовании отдельных из них никто даже не знал. Так, согласно документам, первое упоминание об основании села Песчанокопское и Летницкое относится к 1803 году. В документах также указано, что сёла: Песчанокопское, Летницкое, Красная Поляна были заселены государственными крестьянами в основном из Курской и Орловской губерний, и особенно - из Обоянского уезда Курской губернии. Их общие корни происхождения можно подтвердить тем, что в этих сёлах проживало и проживает много однофамильцев: Ерохины, Щетинины, Тарасовы, Саврасовы, Кузьминовы, Зубцовы, Ивановы и др., также почти совершенно одинаковы диалектизмы в языке старожилов.
Сёла, расположенные в стороне от трассы "Ростов-Ставрополь", были заселены в более поздний период. Из документов известно, что в 1812 году неизвестной группой людей, выходцев из Курской губернии, основано село Красная Поляна. Основание села Богородицкого относится к 1842 году. 
Первыми его поселенцами были полтавчане, харьковчане и воронежцы. В 1845 году переселенцами из Полтавской и Харьковской губерний было основано село Развильное, а через год - в 1846 году - появилось новое село - Жуковское. В 30-х годах XIX века краснополянский крестьянин Даниил Алексеевич Поливянный первым поселился со своей семьёй на территории современного села Поливянского. Вторым поселенцем был Григорий Диденко с семьёй. В дальнейшем Поливянское заселяли выходцы из центральных районов России. В 1847 году с. Поливянское получило независимость от Краснополянской волости. В 1862 году переселенцы из Полтавской губернии основали село Николаевское. Также было основано ещё одно село Песчанокопского района - в результате объединения хуторов, населёнными выходцами из Черниговской, Полтавской и Воронежской губерний, образовалось село Рассыпное.
О возникновении села Жуковское старожили рассказывали следующее: село было основано группой жителей, выделившихся из с. Летницкое в 1846 г. во главе с неким гражданином Жуковым, который вскоре соорудил на реке Егорлык плотину и построил на ней водяную мельницу с турбиной. Изначально село называлось Петропавловское (в честь святых апостолов Петра и Павла), но позже было переименовано в село Жуковка - в честь этого богатого мельника Жукова. 
Причины изменения названия села описаны ниже. В селе не было церкви. Архиепископ Ставропольский решил, что в селе необходимо её построить. Его представитель прибыл в село. Для решения этого вопроса была организована "сходка" жителей села. Когда представитель архиепископа заявил, что для строительства церкви крестьяне должны внести по 3 рубля с каждого двора, жители заволновались и ответили, что это очень много и что не всем такая сумма по карману. Так, учитывая сложившуюся на "сходке" ситуацию, богатей села, Жуков, выступил перед всеми с предложением: "Если жители согласятся переназвать село Петропавловское по его имени - "Жуковка", то он внесёт вместо них деньги на строительство церкви". Присутствовавшие на "сходке" мужики были так обрадованы предложению Жукова и такой простой возможности избавиться от очередного денежного побора церковников, что тут же все немедленно заявили: "А что тут думать - мы согласны на это предложение". И условия немедленно вошли в силу. Богатей Жуков внес на строительство церкви необходимую сумму денег, а село Петропавловское стало называться его именем - Жуковка, а позже - Жуковское. Для мельника Жукова внести деньги не составляло особенной трудности, так как он обладал огромным, по тому времени, богатством. У него было: четыре табуна лошадей - 400 штук, крупного рогатого скота - около 500 голов, овец - около 10 тысяч голов.
Церковь была построена на восточной окраине на ул. Церквянки (современная ул. Карла Маркса). Одним из первых в село Жуковское вместе с другими переселенцами прибыл далёкий предок Тарасовых - Тарас, родившийся в начале XIX века. Тарас имел трех сыновей: Петра, Родиона и Клементия: все они и являются родоначальниками рода Тарасовых.
Первые поселенцы селились огородами к реке, а дворами - на север, где и образовался центр села: "волостное правление", почта, пожарный пост, старшина, урядник, магазин, школа. Так образовалась центральная улица, которая называлась Почтовой и начиналась от школы и артезианского колодца. К концу XIX-го века население села быстро выросло и к 1897 году уже насчитывало 6748 человек.
В годы войны 1941-1945 годов на защиту Родины из Жуковского были призваны около 2000 человек, из них около 600 человек пали в боях, умерли от ран, пропали без   вести.
С августа 1942  года по январь 1943 года село было в оккупации. Во время оккупации житель хутора Красная Балка Жуковского сельсовета Андриан Макарович Стерлев с большим риском для жизни сохранил полковое знамя, которое вернул после прихода советских войск в 1943 году. За этот подвиг Стерлев награждён  орденом Боевого Красного Знамени и навечно зачислен в списки гвардейского полка. Умер в 1945 году, немного недожив до Победы. В парке села Жуковского, на перенесённой туда могиле, ему был установлен памятник.

## Административное устройство
В состав Жуковского сельского поселения входит 1 населённый пункт:
- село Жуковское.

## Население
| 2010  | 2012  | 2013  | 2014  | 2015  | 2016  | 2017  | 2018  | 2019  |
| ----- | ----- | ----- | ----- | ----- | ----- | ----- | ----- | ----- |
| 2582  | ↘2542 | ↘2485 | ↘2379 | ↘2365 | ↘2342 | ↘2293 | ↘2237 | ↘2182 |
| 2020  | 2021  |       |       |       |       |       |       |       |
| ↘2125 | ↘2075 |       |       |       |       |       |       |       |

## Экономика
В 1928 году в селе Жуковском образуются товарищеские объединений по совместной обработке земли. В 1929 году товарищества объединяются  в колхоз, которому даётся название «12 Годовщина   Октября». В 1932 год проходила кампания по разукруплению колхоза, из-за того, что считалось, что колхозники малоорганизованны, а их руководящий состав неопытен.   
Из одного колхоза «12 Годовщина   Октября» выделяются колхозы «Победа пятилетки», «Красный партизан», «Красный Октябрь».
В 1940 году на строительство Невыномысского канала из села Жуковского было отправлено около 700 подвод и около 2000 человек.

## Достопримечательности
Первый деревянный обелиск в Песчанокопском районе был построен в селе Жуковском. В 1965 году, к 20- летию Победы местным колхозом были заказаны мраморные плиты с фамилиями не вернувшихся с ВОВ односельчан. При возведении Обелиска Славы в селе Жуковском была заложена капсула с обращением к потомкам.
В 1934 году в селе было организована братская могила погибшим воинам в годы гражданской войны в борьбе с белогвардейцами. Могила находилась на площади «Павших борцов» (ныне это улица Павших Борцов). В 1959 году могила была перенесена в центр села Жуковского, около неё был сооружен памятник.
В окрестностях села находится древняя стоянка «Жуковская II». Стоянка была найдена в 2000 году на берегу реки Рассыпная. Люди жили в этих местах в период неолита.